# Аристиде Гуарнери
Аристиде Гуарнери (на италиански: Aristide Guarneri) роден на 7 март 1939 г. в Кремона е италиански футболен полузащитник, национал, европейски шампион с Италия през 1968 г.

## Кариера
Започва професионалната си кариера като десен защитник за отбора на Комо в Серия Б, но треньорът, който обработва таланта му, е аржентинецът Еленио Ерера. Той привлича Гуарнери в отбора на ФК Интер, където го налага като стопер и заедно с Армандо Пики, формират най-успешната централна двойка защитници през 1960-те. Наричан „Защитния джентълмен“, понеже никога не е получавал червен картон, Гуарнери дебютира с черно-синята фланелка на 10 октомври 1958 г. при разгромната победа над СПАЛ с 8:0. По време на най-славните години на отбора, известни като ерата на „Великият Интер“, Гуарнери става трикратен шампион на Италия, двукратен носител на КЕШ и два пъти (поред) вдига Междуконтиненталната купа. Изиграва 335 мача с Интер, в които вкарва 3 гола. Края на футболната си кариера завършва с отбора на Кремонезе.
С националния отбор на Италия, Гуарнери дебютира на 12 май 1963 г. при победата над световния шампион Бразилия с 3:0. Участник на Световното първенство през 1966 г. и златен медалист от Европейското първенство през 1968 г.. Единствения си гол с националната фланелка отбелязва на легендарния руски вратар Лев Яшин.

## Отличия
- Шампион на Италия: 3

Интер: 1962/63, 1964/65, 1965/66
- КЕШ: 2

Интер: 1963/64, 1964/65
- Междуконтинентална купа: 2

Интер: 1964, 1965
- Европейски шампион: 1

Италия: 1968